# Guibourtia demeusei
Guibourtia demeusei är en ärtväxtart som först beskrevs av Hermann August Theodor Harms, och fick sitt nu gällande namn av J.Leonard. Guibourtia demeusei ingår i släktet Guibourtia och familjen ärtväxter. Inga underarter finns listade i Catalogue of Life.